# Holorusia pallifrons
Holorusia pallifrons är en tvåvingeart som först beskrevs av Edwards 1932.  Holorusia pallifrons ingår i släktet Holorusia och familjen storharkrankar. Inga underarter finns listade i Catalogue of Life.